# ديك بيرنت
ديك بيرنت (بالإنجليزية: Dick Burnett)‏ هو كاتب أغاني أمريكي، ولد في 8 أكتوبر 1883، وتوفي في 23 يناير 1977.

## وصلات خارجية
- ديك بيرنت على موقع ميوزك برينز (الإنجليزية)
- ديك بيرنت على موقع ديسكوغز (الإنجليزية)